# Ли Хван

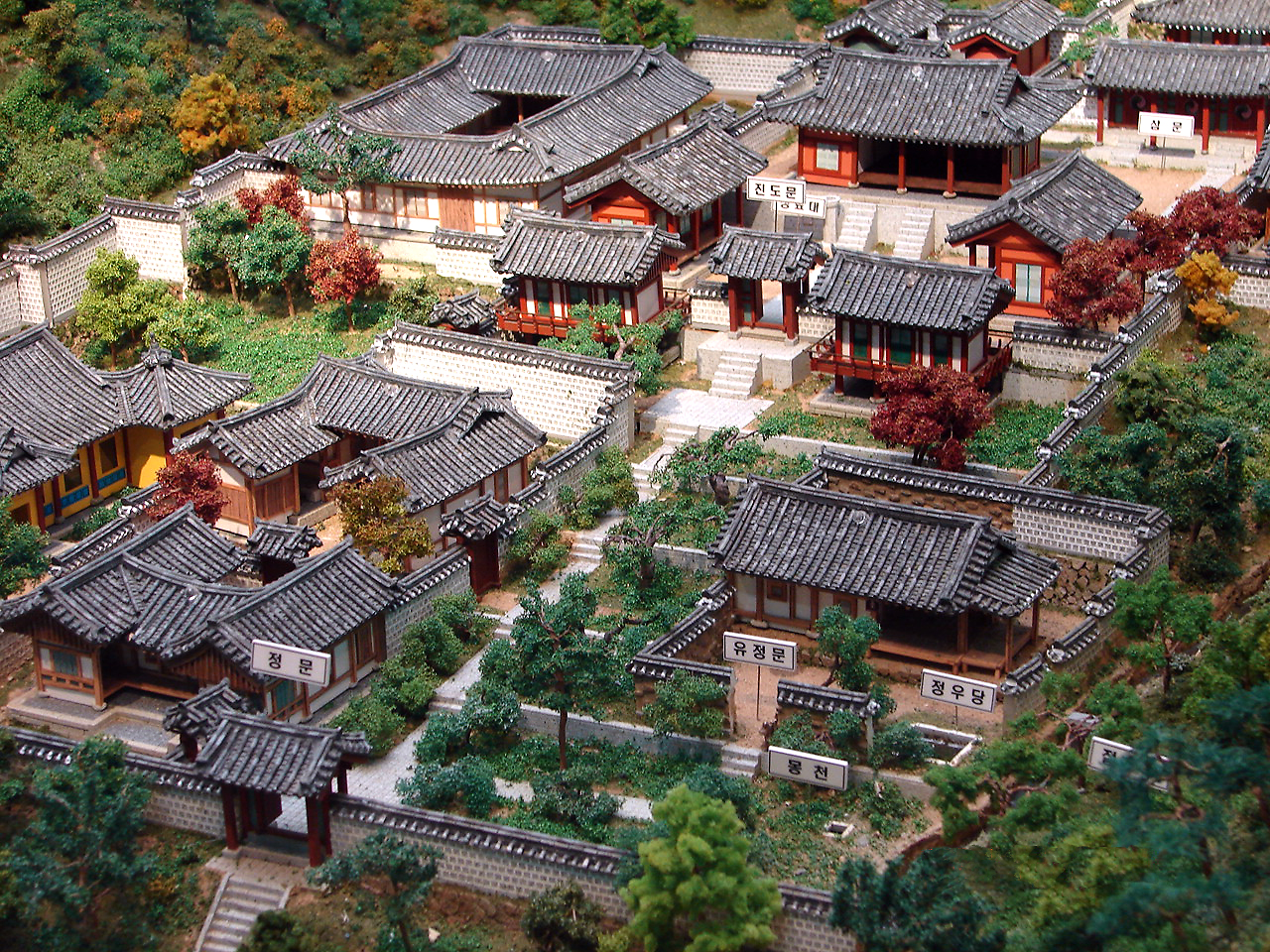
Современный вид академии Досан-Совон

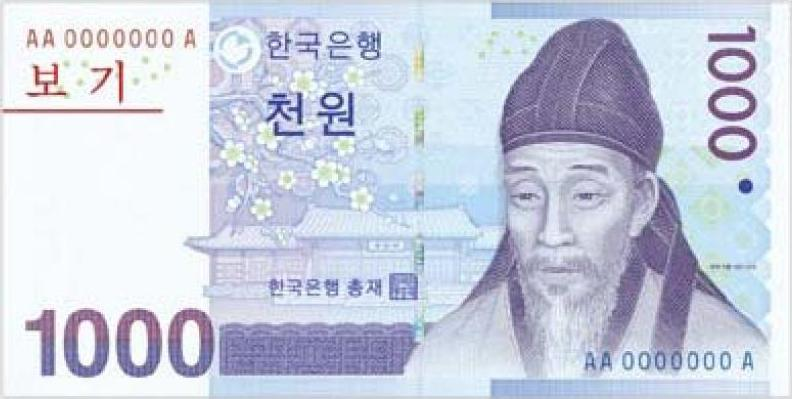
Портрет Ли Хвана на банкноте Республики Корея достоинством в 1.000 вон

Ли Хван (кор. 이황, псевдоним Тогё (иссякший ручей), почётное имя Мунсун; 1501, Андон — 1570, там же) — корейский учёный-неоконфуцианец, философ, придворный чиновник Чосонской династии. Наряду со своим младшим современником Ли И считается наиболее ярким представителем корейской философии XVI столетия. Писатель, основатель школы Ёнсан и нео-конфуцианской академии Досан-Совон.

## Жизнь и творчество
Родился в многодетной семье, был младшим из восьми детей, в провинции Кёнсандо на юге Кореи. Фамилия была частью корейского рода Ли. Уже в раннем детстве знал наизусть поэтические произведения китайского поэта Тао Цяня, в юношеские годы, с 12 лет сам писал стихотворения. Тогда же дядя Ли Хвана начинает знакомить его с «Беседами Конфуция», одним из четырёх классических канонов конфуцианской литературы. Написанное Ли Хваном в 18 лет стихотворение «Ядан» (야당Ю, «Пруд нетронутой природы») считается его первым выдающимся сочинением. В возрасте 20 лет молодой человек приступает к серьёзному изучению основ конфуцианской философии. В 23 года он приезжает в Сеул и поступает в университет Сонгюнгван. Через 4 года Ли Хван сдаёт предварительные экзамены на замещение должностей чиновника, в 33 года он вновь приезжает в университет для сдачи оставшихся экзаменов и здесь знакомится с известным философом Ким Инху. В 1534 году Ли Хван сдаёт последние экзамены с отличием и начинает карьеру правительственного чиновника. В 1538 году умирает его мать, и Ли Хван возвращается в родной город, чтобы в соответствии с конфуцианской традицией, соблюдать трёхлетний траур. После возвращения в Сеул работал на различных правительственных должностях, зачастую их совмещая. В 1542 году выполнял миссию «под прикрытием» по расследованию случаев коррупции в правительственных и чиновничьих кругах, а также по изучению её влияния на настроения народных масс. Выполнял это своё задание, строго преследуя коррупционеров, что создало у него немало могущественных врагов, добившихся, в конце концов, судебного разбирательства против самого Ли Хвана. Так как Ли Хван выполнял свою миссию по указанию самого короля Чунджона, козни его врагов и преследования глубоко его задели. Его потрясло, насколько глубоко коррупция проникла в государственный аппарат Кореи и окружение самого короля, насколько подпадает король под влияние врагов Ли Хвана и их наветам. В результате по трезвому размышлению учёный решает оставить королевскую службу.
Тем не менее, вернувшись в провинцию, Ли Хван продолжает службу, исполняя поручения местных властей. Так, он занимает должности губернаторов, правителей областей Даньян-гун в провинции Чхунчхон-Пукто и Пунджи, одном из пригородов города Ёнчжу. В Ёнчжу в 1542 году учёным Сосу-Совон была открыта конфуцианская академия того же имени. Будучи правителем Ёнчжу, Ли Хван принял академию под своё покровительство, даровав ей ряд привилегий. В 1552 году он становится руководителем этой академии, в связи с чем уходит с государственной службы. В это же время состоялась его единственная встреча с тогда ещё юным Ли И, также в будущем крупным учёным-неоконфуцианцем. В 1560 году Ли Хван открывает детскую школу Досан-Совон (для мальчиков в возрасте от 7 до 16 лет) и проводит время в медитации, учёных занятиях и обучении своих последователей из молодёжи.
После смерти короля Инджона в 1545 году на престол восходит его сводный брат Мёнджон. Последний пытается уговорить Ли Хвана вернуться ко двору и заняться политическими делами страны, однако Ли Хван не соглашается, предпочитая провести свою жизнь в обучении младших и в научных исследованиях. Однако, узнав, что в Сеул прибывает китайское посольство из учёных-конфуцианцев, Ли Хван всё же решается прибыть к королю. К этому времени ему исполнилось 67 лет. Король Мёнджон в том же году неожиданно скончался, и на престол восходит сводный брат покойного, 15-летний Сонджо. Ли Хван получает предложение занять при молодом короле пост церемонимейстера, однако отклоняет его и уезжает на родину. Тем не менее юный король и королева-мать постоянно напоминают учёному о его долге служить при дворе. В конце концов 68-летний старец соглашается приехать в Сеул, однако отказывается от всех должностей и занимается преподаванием, в том числе и для молодого короля. Он также пишет ряд литературных произведений и сочинений учебного характера — среди них получившие известность «Десять диаграмм учения Мудрых». Данное произведение должно было направить юного короля Сонджо на путь правления праведного и мудрого. Кроме этого, Ли Хван в течение двух лет читает лекции по изучению китайского конфуцианства эпохи Сун, а также «Книги перемен», «Бесед Конфуция», в которых принимает участие и король Кореи Сонджо. В 1570 году Ли Хван возвращается уже окончательно на родину, где вскоре и умирает.
После кончины Ли Хвану, прослужившему государству более 40 лет, был присвоен высший правительственный министерский чин. Захоронение учёного является частью конфуцианского священного памятного места, а в гробнице короля Сонджо установлена памятная плита в честь его учителя Ли Хвана. В 1574 году школа Досан-Совон была по желанию его учеников и последователей преобразована в академию и в место памяти Ли Хвана.

## Учение
Нео-конфуцианство, появившееся в Китае в XI столетии, прежде всего в работах Чжу Си, ставило перед собой задачу дополнить учение Конфуция, созданное на основополагающих моральных принципах, присущих древнему Китаю, новым, всеохватывающим «всемирным» взглядом на вещи и события. В XVI веке в Корее было много сделано для развития этого учения в данном направлении, причём огромный вклад был внесён двумя учёными — Ли И и Ли Хваном. Ли Хван представлял разработанную ещё Чжу Си модель мира, согласно которой в его основе находятся борьба и единство двух начал, двух «полюсов», Ли и Ки. При этом Ки представляет собой жизненную энергию, «действительность», а Ли более абстрактные понятия: правила вежливости и поведения, этикет, религиозные традиции, государственную иерархию и естественные законы природы. Для Ли Хвана особую ценность представляли именно относящиеся к полюсу Ли категории ценностей. Он обозначал их как наиболее важные и значительные образующие Вселенную элементы, и поддерживающие в ней Порядок. Чтобы понять суть Вселенной необходимо прежде всего понять правила, которым она подчиняется и в связи с которыми происходит взаимодействие всех её элементов. Это, по мнению учёного, более важно, нежели понять действие различных сил и элементов, составляющих наш мир. Данный взгляд был также принят и в созданной Ли Хваном академии. В этом учение Ли Хвана прямо противоположно идеям Ли И, который главный упор делал на изучение и подчинение сил и жизненной энергии начала Ки.
Ли Хван известен также как талантливый каллиграф и поэт. После него сохранилось целое собрание поэтических произведений в форме сиджо, весьма популярной в средневековой Корее.

## Сочинения
Сочинения Ли Хвана составляют 316 работ, вышедших в свет в 467 изданиях и переведённых на семь языков. Среди них нужно отметить следующие:
- Десять диаграмм мудрости (성학십도, 聖學十圖), изд. в 1681;
- Общий обзор и комментарии к сочинениям Чжу Си (주자서절요, 朱子書節要);
- Комментарий к письменам сердца (심경석의, 心經釋義);
- История нео-конфуцианства династий Сун, Юань и Мин (송계원명이학통록, 宋季元明理學通錄);
- Беседы четырёх и семи (사칠속편, 四七續篇 (то есть «четырёх начал и семи чувств» китайского философа Мэнь-цзы)).

### Беседы четырёх и семи
Сочувствие (чувство) это «начало» Человечности. Чувство стыда и отвращения (к неприличному) есть «начало» Праведности. Чувство почитания (старших) и послушания есть «начало» Приличия (Порядка). Чувство Правильного выбора (или ошибочного) есть «начало» Мудрости. Также семь чувств — радость, злоба, озабоченность, почитание, печаль, страх, ненависть.

## Память
- Портрет Ли Хвана можно увидеть на банкноте в 1.000 вон Южной Кореи;
- Его имя носит одна из улиц в центре Сеула;
- Его имя носит одна из категорий корейской национальной борьбы тэквондо;
- Имя Ли Хвана носят ряд исследовательских институтов в университетах Сеула, Токио, Гамбурге, а также в США и на Тайване.

## Дополнения
- Ли Хван в Немецкой национальной библиотеке.